# Conus connectens
Conus connectens é uma espécie de gastrópode do gênero Conus, pertencente à família Conidae.